# 皮诺托里内塞
皮诺托里内塞（義大利語：Pino Torinese），是意大利都灵省的一个市镇。总面积21平方公里，人口8672人，人口密度413.0人/平方公里（2009年）。ISTAT代码为001192。